# Vînohradnîi Sad, Domanivka
Vînohradnîi Sad (în ucraineană Виноградний Сад) este un sat în comuna Bohdanivka din raionul Domanivka, regiunea Mîkolaiiv, Ucraina.

## Demografie
Componența lingvistică a localității Vînohradnîi Sad
     Ucraineană (93,33%)
     Română (6,67%)
Conform recensământului din 2001, majoritatea populației localității Vînohradnîi Sad era vorbitoare de ucraineană (93,33%), existând în minoritate și vorbitori de română (6,67%).